# Chalmoux
Chalmoux är en kommun i departementet Saône-et-Loire i regionen Bourgogne-Franche-Comté i östra Frankrike. Kommunen ligger i kantonen Bourbon-Lancy som tillhör arrondissementet Charolles. År 2022 hade Chalmoux 636 invånare.

## Befolkningsutveckling
Antalet invånare i kommunen Chalmoux
| Referens: INSEE |